# 涂永强
涂永强（1958年10月—），男，贵州遵义人，中国有机化学家，兰州大学教授。

## 生平
1982毕业于兰州大学化学系，1985年、1989年先后获该校硕士、博士学位。曾在澳大利亚昆士兰大学作博士后、德国比勒费尔德大学作访问教授。现任兰州大学功能有机分子化学国家重点实验室主任。2009年当选中国科学院院士。